# التعفف عن المسألة
التعفف عن المسألة هو التنزه والابتعاد عن سؤال العطاء، أو طلب مال الزكاة، أو صدقة التطوع، وفي الحديث: «ومن يستغن؛ يغنه الله، ومن يستعفف؛ يعفه الله»، وحديث: «وازهد فيما في أيدي الناس؛ يحبك الناس»، وفي الحديث: «إنما الصدقة أوساخ الناس»، ولا تحل المسألة إلا للحاجة. والذي يتكفف الناس يأتي يوم القيامة وما في وجهه مزعة لحم، وفي الحديث: «ما جاءكم بغير سؤال؛ فخذوه». قال الله تعالى: ﴿ومن كان غنيا فليستعفف﴾.

## التعفف عن المسألة
التعفف التنزه والابتعاد عما لا يليق، ويكون بمعنى: الابتعاد عن الفاحشة، أو عما هو حرام، أو عن المسألة، بمعنى: سؤال الناس المال، أو أن يطلب مهم أن يعطوه المال، وقد تكون المسألة لظروف طارئة، كما في الغارم فيعطى من مال الزكاة ما يفي بغرمه، وهو أحد الأصناف الثمانية في مصارف الزكاة.
وقد تكون المسألة عادة متكررة، وقد يكون السائل محتاجا، أو مستكثرا، وقد يكون المحتاج للعطاء قانعا ومتعففا وزاهدا فيما في أيدي الناس، من الذين لا يسئلون الناس إلحافا، وفي الحديث: «عن عبد الله بن عمر رضي الله عنهما، أن رسول الله ﷺ قال: "قد أفلح من أسلم ورزق كفافا وقنعه الله بما آتاه"» وجاء في الصحيحين عمن يمتهن السؤال: «عن ابن عمر رضي الله عنهما أن النبي صلى الله عليه وسلم قال: "لا تزال المسألة بأحدكم حتى يلقى الله وما في وجهه مزعة لحم"»
وقد كرم الله تعالى الإنسان، وفي سؤال المخلوق مذلة، وعلى الإنسان أن يطلب من الله أن يعطيه من فضله، قال الله تعالى: ﴿واسئلوا الله من فضله﴾. والفضل لله يؤتيه من يشاء، وقد أمر الله عباده أن يسئلوه من فضله؛ فالطب من الله عبادة، وفضله واسع، وعطاؤه لا ينفد، كما أمر عباده بالسعي في الأرض، طلبا للرزق، متوكلين عليه في مسعاهم. فمن كان فقيرا؛ حاول أن يوجد لنفسه مصدرا للرزق، ولو أن يحتطب، بدلا من أن يكون عالة يتكفف الناس، أعطوه أو منعوه. وإذا لم يتمكن من ذلك؛ فله أن يأخذ ما يعينه على إيجاد مصدر يكتسب منه.

## حكم المسألة
المسألة بمعنى: طلب المال من الناس، وهو في الشرع الإسلامي: غير جائز إلا للحاجة. فإن جائه شيء بغير سؤال ولا استشراف نفس؛ أخذه إن كان من ذوي الاستحقاق، أما إن طلب من الناس أن يعطوه؛ فلا يحل إلا في حالات بينها الحديث: «عن قبيصة بن مخارق الهلالي قال: تحملت حمالة، فأتيت رسول الله ﷺ أسأله فيها فقال: أقم حتى تأتينا الصدقة، فنأمر لك بها، قال: ثم قال: يا قبيصة! إن المسألة لا تحل إلا لأحد ثلاثة: رجل تحمل حمالة فحلت له المسألة حتى يصيبها ثم يمسك، ورجل أصابته جائحة اجتاحت ماله، فحلت له المسألة حتى يصيب قواما من عيش، أو قال: سدادا من عيش، ورجل أصابته فاقة حتى يقوم ثلاثة من ذوي الحجا من قومه فيقولون: لقد أصابت فلانا فاقة فحلت له المسألة، حتى يصيب قواما من عيش، أو قال: سدادا من عيش، فما سواهن من المسألة يا قبيصة سحتا، يأكلها صاحبها سحتا».

### حديث حكيم ابن حزام
ثبت في الصحيحين حديث يتضمن بيان حكم الشرع في سؤال المال وأخذه، وهو: «عن حكيم  بن حزام رضي الله عنه قال: سألت رسول الله ﷺ فأعطاني ثم سألته فأعطاني  ثم قال: "يا حكيم! إن هذا المال خضر حلو، فمن أخذه بسخاوة نفس بورك له فيه ومن أخذه بإشراف نفس لم يبارك له فيه وكان كالذي يأكل ولا يشبع واليد العليا خير من اليد السفلى". قال حكيم: والذي بعثك بالحق لا أرزأ أحدا بعدك شيئا حتى أفارق الدنيا فكان أبو بكر رضي الله عنه يدعو حكيما ليعطيه العطاء فيأبى أن يقبل منه شيئا ثم إن عمر رضي الله عنه دعاه ليعطيه فأبى أن يقبله فقال يا معشر المسلمين أشهدكم على حكيم أني أعرض عليه حقه الذي قسمه الله له من هذا الفيئ فيأبى أن يأخذه فلم يرزأ حكيم أحدا من الناس بعد النبي صلى الله عليه وسلم حتى توفي».
ومعنى الحديث: السؤال المتكرر للمال، في زمن التشريع، قبل معرفة السائل بالحكم، ثم بينت الأحكام بأن المال نعمة وخير، ومن أخذه بسخاوة نفس بورك له فيه، ومن أخذه بإشراف نفس؛ لم يكن فيه البركة، وكلما أعطي؛ طلب المزيد، وكان كالذي يأكل ولا يشبع، ثم بين أن اليد العليا، أي: (المنفق): خير من اليد السفلى أي: (الآخذ). وبسبب ذلك امتنع السائل عن مد يده، حتى مات.